# Don DaGradi
Don DaGradi (Nova York, 1911 - San Juan, 1991) foi um animador, roteirista, diretor e cineasta. Ficou conhecido pelos seus inúmeros e fabulosos trabalhos ao lado do próprio Walt Disney, como Mary Poppins, A Dama e o Vagabundo, As Aventuras de Peter Pan, Alice no País das Maravilhas, Cinderela, Você já foi à Bahia?, A Lenda dos Anões Mágicos, Dumbo e a A Bela Adormecida.

## Homenagens e Legado

### Walt nos Bastidores de Mary Poppins
Foi homenageado e ganhado vida pelo ator Bradley Whitford no filme Walt nos Bastidores de Mary Poppins de 2013.